# Almindelig hjulkrone
Almindelig hjulkrone (Borago officinalis) er en etårig, urteagtig plante med en forgrenet, opret vækst. 

## Beskrivelse
Stænglen er rund eller let furet i tværsnit og tæt besat med børsteagtige hår. Planten danner først en grundstillet roset, og derfra skyder stænglen til vejrs. Den bærer spredte blade, som er lancet- til ægformede, helrandede og tæt besat med børstehår. Oversiden er egentlig mørkegrøn, men den ser grågrøn ud på grund af hårbeklædningen. Undersiden er lyst grågrøn. 
Blomstringen strækker sig fra maj til ind i oktober. Blomsterne er samlet i endestillede svikler, og de enkelte blomster er regelmæssige, 5-tallige og hjulformet udspærrede med blå kronblade. Frugterne er spaltefrugter med rynkede, nøddeagtige delfrugter. 
Rodnettet er kraftig med en dybtgående pælerod. 
Højde x bredde og årlig tilvækst: 0,70 x 0,40 m (70 x 40 cm/år). 

## Hjemsted
Arten hører oprindelig hjemme i Palæstina, Syrien og det sydøstlige Tyrkiet, men er spredt med dyrkning og naturaliseret i mange egne med subtropisk klima. Den er knyttet til lysåbne voksesteder med tør, veldrænet jord.  
På Lesbos i det Ægæiske Øhav vokser arten i naturen sammen med planter som fennikel, almindelig katost, merian, duskhyacint, gul kejserlys, harehale, hvid reseda, kostfuglemælk, kæmpeferula, lundgylden, nældeklokke, pontisk vibeæg, påfugleanemone, rundfinnet radeløv, salviebladet soløjetræ, smalbladet lupin, sommerfuglelavendel, storbladet pæon og vedbendbladet alpeviol

## Anvendelse
Hjulkrone er på drogelisten og bør derfor ikke spises, da den indeholder pyrrolizidinalkaloider, der er skadelige for leveren.
Historisk anvendelse: Bladene kan bruges i suppe, som kogt grøntsag (gemyse) eller i kolde sovse. Blomsterne bruges ofte som pynt i salater. 
Planten en god biplante, da blomsterne rummer både proteinrigt pollen og energirig nektar.

## Kronens farve
Kronbladenes farve er afhængig af pH i omgivelserne: de er røde under syrepåvirkning, men blå under basiske forhold. 
| Portal | Portal:Botanik |

## Note
1. ↑  Wildlife Holidays: Lesvos 2005 (engelsk)
2. ↑  Drogelisten på food.dtu.dk hentet 15. juli 2020
3. ↑  Pyrrolizidinalkaloider på biosite.dk hentet 15. juli 2020